# Jonny Lang
Jonny Lang, nome artístico de Jon Gordon Langseth Jr. (Fargo, 29 de Janeiro de 1981), é um vocalista e guitarrista estadunidense. Além de ganhador do Grammy Award com o álbum Turn Around, 5 de seus álbuns atingiram o top 50 da Billboard.

## Discografia
- 1995 Smokin' (Kid Jonny Lang & The Big Bang)
- 1997 Lie to Me, No. 44 (Billboard 200)
- 1998 Wander This World, No. 28 (Billboard 200)
- 2003 Long Time Coming, No. 17 (Billboard 200)
- 2006 Turn Around, No. 35 (US Billboard 200), No. 1 (Billboard Christian Albums)
- 2009 Live at the Ryman, No. 2 (Billboard Blues Albums)
- 2013 Fight for My Soul, No. 50 (Billboard 200), No. 1 (Billboard Blues Albums), No. 2 (Billboard Christian Albums)
- 2017 Signs, No. 153 (Billboard 200)[2]